# Stanislas Carré de Malberg
Pour les articles homonymes, voir Carré de Malberg, Carré (homonymie) et Malberg.
Stanislas Carré de Malberg est un acteur, scénariste et réalisateur français, né le 18 août 1969.
Comédien précoce, il débute à l'âge de 17 ans, dans le film de Louis Malle Au revoir les enfants.
Il passe derrière la caméra en 2004, et réalisera les Enchantés au sujet d'un homme déficient intellectuel père d'une fillette.

## Filmographie

### Acteur
- 1987 : Au revoir les enfants de Louis Malle : François Quentin
- 1989 : Un été d'orages de Charlotte Brändström : Louis
- 1990 : V comme vengeance (épisode La tendresse de l'araignée) de Paul Vecchiali : Max / Michel
- 1991 : La Maison vide (téléfilm) de Denys Granier-Deferre : Jean-François
- 1991 : Rien que des mensonges de Paule Muret : Basile
- 1992 : Adieu mon fils (téléfilm) de Sergio Sollima
- 1992 : Un cœur en hiver de Claude Sautet : Brice
- 1992 : Nestor Burma (épisode Casse-pipe à la Nation) de Claude Grinberg (série TV) : Speedy
- 1993 : Le Chasseur de la nuit (téléfilm) de Jacques Renard : Célestin
- 1993 : Le Château des oliviers (série télévisée) de Nicolas Gessner : Antoine Fabrègue
- 1993 : Jefferson à Paris de James Ivory : le chirurgien
- 1995 : The English Wife (téléfilm) de Simon Shore: Alain
- 1996 : Les Alsaciens ou les Deux Mathilde (série télévisée) de Michel Favart : Louis-Charles
- 2007 : Quelques instants avec vous de Marie-Hélène Mille (court-métrage) : le serveur
- 2021 : Friendzone de Charles van Tieghem (film) : médecin 1

### Scénariste
- 2001 : Grosse Bêtise
- 2004 : La Vache qui pleure
- 2008 : Cellule identité
- 2009 : La Cour des grands
- 2009 : Paris 16e (série télévisée)
- 2007-2011 : RIS Police scientifique
- 2014 : La Famille Bélier
- 2016 : La Bouse
- 2021 : Friendzone (avec Charles van Tieghem, et la collaboration de Marina Rollman)
- 2021 : CODA

### Réalisateur
- 2004 : La Vache qui pleure (court-métrage)
- 2016 : La Bouse
- 2023 : Les Enchantés

## Distinctions

### Nomination
- Césars 2015 : Meilleur scénario original pour La Famille Bélier